# アラン・ベルナール

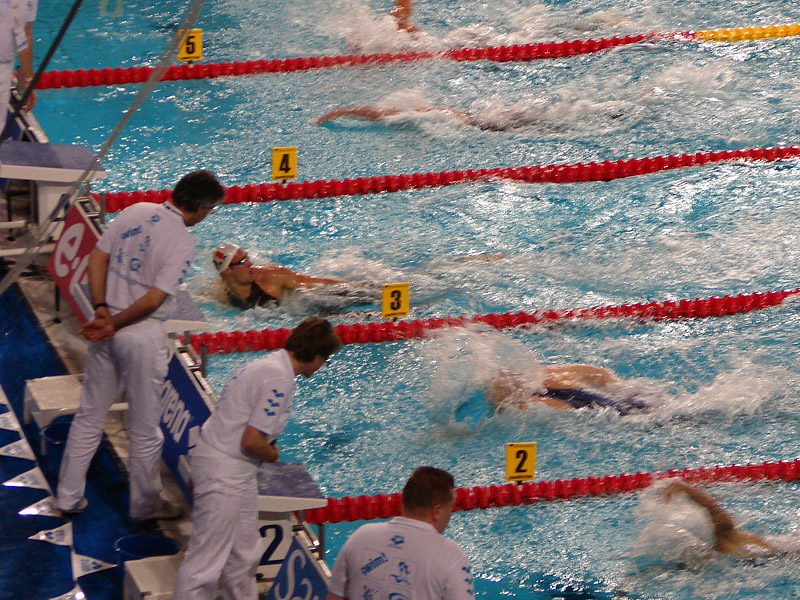
アラン・ベルナール(4レーン)(2008年欧州選手権100m自由形決勝)

アラン・ベルナール（Alain Bernard、1983年5月1日 - ）は、フランスの競泳選手。フランス南部オーバーニュ出身。身長196cm。体重90kg。

## 経歴
ベルナールは、2008年3月21日にオランダのアイントホーフェンで開催された水泳の欧州選手権の男子100m自由形準決勝において、47秒60の世界新記録をマーク。2000年にオランダのピーター・ファン・デン・ホーヘンバンドがマークした47秒84の世界記録を8年ぶりに更新。翌日の22日に行われた決勝でも47秒50と連日の世界新記録を達成し金メダルを獲得。さらに翌日の23日には、50m自由形の準決勝でも21秒50の世界新記録を達成。先月オーストラリアのイーモン・サリバンがマークした21秒56の記録を破り、3日連続の世界新記録を達成。しかし、同27日、オーストラリアのシドニーで行われた水泳のオーストラリア選手権で、サリバンが21秒41をマーク。わずか4日でベルナールの50m自由形の世界記録は破られた。
北京オリンピックの4x100mフリーリレーではフランスのアンカーとして出場。トップで引き継いだが46秒06の史上最速タイムを記録したアメリカのアンカージェイソン・レザクに逆転され銀メダルに終わった。またオーストラリアの第一泳者イーモン・サリバンがベルナールの記録を破る47秒24を出し、世界記録も破られてしまった。100m自由形の準決勝で47秒20の世界記録を出したが、直後サリバンは47秒05をマークし、またも世界記録を更新した。二人の対決が注目された決勝では世界記録の更新はならなかったものの、47秒21でサリバンを抑え金メダルを獲得した。
2009年4月23日、フランス選手権100m自由形で46秒94の世界新記録をマーク。世界で初めて46秒台に到達したが、水着非認可のため公認されなかった。ベルナールは不満を表明している。
なお、ベルナールの（未認可の）世界記録は、同年の世界選手権にてブラジルのセーザル・アウグスト・シエロ・フィーリョ（César Augusto Cielo Filho ）が46秒91を泳いだことで更新された。
2010年の世界短水路選手権では4x100mフリーリレー決勝で第一泳者として登場し金メダルを獲得した。
2012年のロンドンオリンピックでは4x100mフリーリレーの予選に出場し母国の金メダル獲得に貢献した。（予選のみ出場の選手もメダルが授与される。）

## 自己ベスト
- 長水路
  - 50 m 自由形: 21秒23
  - 100 m 自由形: 46秒94（フランス記録）